# Junellia aretioides
Junellia aretioides là một loài thực vật có hoa trong họ Cỏ roi ngựa. Loài này được (R.E.Fr.) Moldenke mô tả khoa học đầu tiên năm 1940.